# Sisu E13TP
Le Sisu E13TP est un camion tout terrain militaire produit par le constructeur de véhicules lourds finlandais Sisu Defence. Le véhicule a été introduit en 2005 et les premiers véhicules ont été livrés en 2007. L'E13TP est disponible dans les configurations 6 × 6 et 8 × 8. La variante la plus puissante E15TP est avec une disposition 10 × 10.
Les principaux usages militaires sont le chargeur à crochet, le porte-radar, le véhicule lance-missiles, le véhicule de dépannage et le véhicule porte-pont. Certains véhicules civils sont produits pour les champs pétrolifères et à des fins de sauvetage en particulier.

## Développement
Le Sisu E13TP est développé pour les missions militaires et de maintien de la paix en particulier. Il est fortement basé sur le modèle E11T précédent. Les principales différences sont une cylindrée plus importante du moteur, une cabine blindée et une boîte de vitesses améliorée. Les Forces de défense finlandaises ont participé aux travaux de développement. Afin de réduire les coûts d'exploitation et d'assurer la disponibilité des pièces de rechange, une grande quantité de pièces sont des composants standards.
En mars 2004, la Lituanie rejoint une alliance pour soutenir l'OTAN dans le cadre de missions humanitaires et de maintien de la paix, qu'elle a consacrées à une unité spécifique des Forces armées. La Lituanie lance alors un appel d'offres pour des camions blindés protégés de niveau 2 à la fin de 2005. Huit fabricants des États-Unis et d'Europe prennent part au processus d'appel d'offres; les trois constructeurs présélectionnés sont Iveco, MAN et Sisu. Finalement, au mois de décembre, Sisu est sélectionné. Les Forces armées lituaniennes commandent 24 véhicules qui sont livrés entre 2007 et 2009; les premières unités entrent en service en 2008. La valeur de la commande est de 20 millions d'euros. L'accord est suivi de nouvelles commandes d'E13TP.
Une version E15TP 10 × 10 avec un moteur plus puissant est présentée au salon Eurosatory 2006.

## Description

### Moteur
L'E13TP est alimenté par un moteur turbo-diesel Caterpillar C13. Le diesel à six cylindres en ligne de 12,5 litres a un alésage de 130 mm et une course de 157 mm. Il est équipé d'une culasse à flux transversal. Le moteur pèse 1 187 kg. Sa puissance est de 332 kW et le couple maximal est de 2 270 N m. Le moteur comprend des réchauffeurs pour l'huile de graissage, l'eau de refroidissement et la cabine.
L'E15TP est équipé d'un moteur Caterpillar plus puissant, le C15. Ce modèle est également un moteur diesel turbocompressé à six cylindres en ligne. Sa cylindrée est de 15,2 litres, son alésage de 137 mm et sa course de 171 mm. Le moteur produit une puissance maximale de 410 kW et un couple de 2 508 N m.

### Transmission
La boîte de vitesses utilisée dans les modèles E13TP 8×8 est une Allison (en) HD4500SP automatique à 6 vitesses avec un convertisseur de couple. Le réducteur à 2 étapes Steyr VG 2000/300 contient un différentiel longitudinal verrouillable entre les essieux avant et arrière. Tous les essieux sont conçus et produits par Sisu Axles (en). Le système de télégonflage est disponible en option.
Le E15TP 10×10 est équipé d'une boîte automatique Allison à 7 rapports. Dans cette variante tous les essieux sont à différentiels verrouillables et il y a quatre verrous inter-essieux; le premier, le deuxième et le dernier essieux sont directeurs. Ces essieux proviennent également de Sisu Axles.

### Cabine et blindage

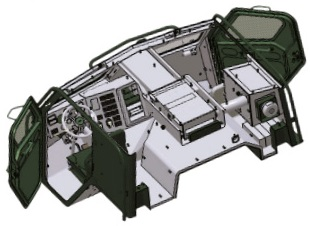
Cabine blindée utilisée sur E13TP et E15TP.

La cabine contient des sièges pour le conducteur et un passager. Les protections antimines, balistiques et NBC sont facultatives, l'antimine et la protection balistique peuvent être montées par la suite. La protection contre les mines de la cabine et du moteur est installée sur le châssis sous la cabine et sur le plancher conformément au STANAG 4569 niveaux 3a et 3b, contrant les explosions de mines antichars jusqu'à 6 kg. Les portes blindées en acier offrent une protection balistique STANAG 4569 niveau 1; les niveaux 2 et 3 sont atteints avec des portes composites en option. La cabine est fabriquée en acier Ruukki Ramor et équipée d'un système de protection NBC pressurisé.

### Chassis
Le châssis est protégé contre les mines; les systèmes pneumatique, électrique et carburant sont placés dans des zones protégées, derrière la cabine par exemple. Le chassis est conçu pour résister à des contraintes de torsion élevées.

### Structures
La conception modulaire permet une grande variété de structures et d'applications, telles que le chargeur à crochet, le radar ou le porte-lanceur. Une version avec système de défense aérienne NASAMS a été introduite en Norvège en juin 2010. Un véhicule de lutte contre l'incendie et de sauvetage avec un conteneur d'extinction découplable de 10 tonnes a été présenté en 2012. 

## Caractéristiques
Sur une surface sèche et rigide, le véhicule est capable de gravir 60% en montée et en descente raides, en avant et en marche arrière. Un démarrage en montée est possible sur ce gradient grâce à des verrouillages. La profondeur nominale du passage à gué est de 0,8 m, mais un passage à une profondeur de 1,2 mètre est réalisable avec préparation. Les angles d'approche et de départ sont de 35 °. La pente latérale maximale est de 30% et le pas vertical d'environ 0,6 mètre. La capacité de terrain est encore améliorée par un treuil hydraulique à récupération automatique de 150 kN monté à l'avant. La plage de fonctionnement climatique est de -55°C à +50°C.
Le Sisu E13TP est transportable par avion Hercules C-130 et répond aux exigences STANAG 2468 pour le transport ferroviaire. Le transport maritime est également pris en compte.

## Opérateurs

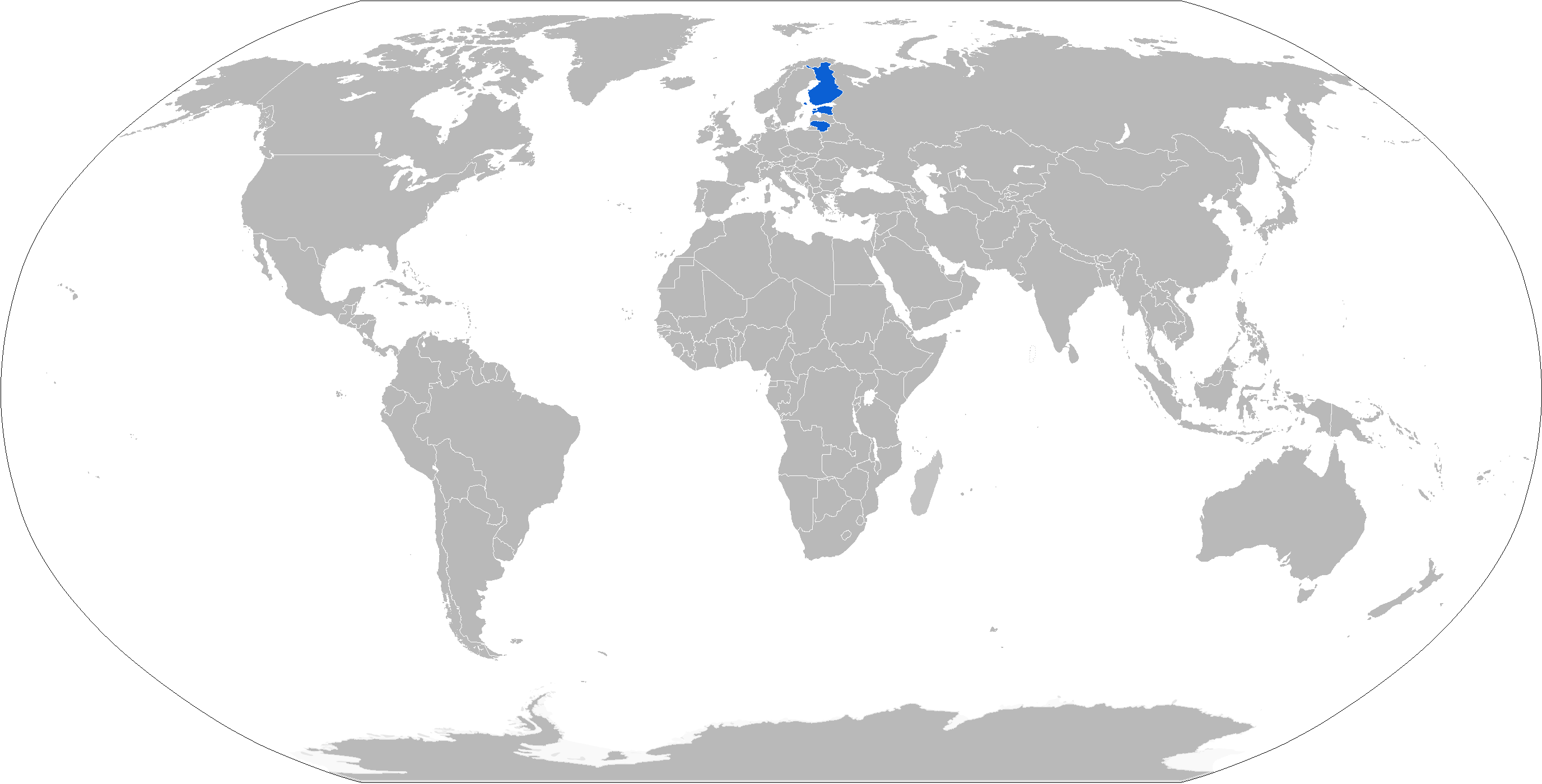
Carte avec les utilisateurs d'E13TP en bleu

### Utilisateurs actuels
Estonie
Les premiers E13TP 8 × 8 sont livrés aux forces de défense estoniennes en 2012. Les véhicules servent de plate-forme pour le système radar de défense aérienne Ground Master 403 de l'armée de l'air.
 Finlande
Les forces de défense finlandaises ont commandé 72 unités d'E13TP 8 × 8 qui sont entrées en service en 2010, et 9 unités d'E15TP 10 × 10, livrées de 2007 à 2009. 20 véhicules E13TP ont été livrés aux Forces finlandaises de déploiement rapide, ils ont été utilisés dans les opérations de la FIAS dirigées par l'OTAN en Afghanistan et dans les opérations de la FINUL au Liban. 12 E13TP sont équipés de systèmes radar de surveillance aérienne, ils sont entrés en service en 2011. Les E15TP sont équipés du système de pont MLC70 Leguan.
 Lituanie
Les forces armées lituaniennes ont obtenu 24 E13TP 8×8  entre 2007 et 2009. Après de nouvelles commandes, le nombre total a atteint 50 unités en 2011.

### Opérateurs civils
Anhui JAC International, Chine
Un véhicule de sauvetage Sisu E13TP 8×8 a été livré à Anhui JAC International en juin 2014 dans le cadre d'un projet plus vaste.
OMV Petrom, Roumanie
Sisu Auto a livré 70 véhicules de service pour champs pétrolifères à la compagnie pétrolière roumaine OMV Petrom. Le contrat comprend à la fois des variantes 8×8 et 10×10. Les premières livraisons ont commencé fin 2014 et la production en série a débuté en 2015.